# Talgo 350 SRO
Los Talgo 350 SRO son una serie de trenes de alta velocidad del consorcio Talgo/Bombardier para la Haramain High Speed Rail de Saudi Railways Organization (SRO) basados en la Serie 112 de Renfe.

## Descripción
Se trata de 35 unidades más un tren VIP dual (híbrido) corporativo para la Familia Real resultantes de la adjudicación de la línea de alta velocidad entre Medina y La Meca, en Arabia Saudita, por 1 600 millones de euros con mantenimiento durante 12 años (2 400 si se ejerce la opción de 20 trenes más).
Circulan a una velocidad máxima de 300 km/h, resistiendo temperaturas extremas y, sobre todo, la arena del desierto. Aunque en Talgo afirman que la gradiente de temperatura es similar a la de España, hay redundancia de equipos (principalmente de climatización, con doble circuito independiente, situado en el exterior del coche), y se ha instalado un sistema de alimentación auxiliar redundante, en las dos motrices, formado por sendos grupos con motor de combustión con dos horas de autonomía.
La cabeza motriz lleva unos sopladores en el frontal que limpian la vía a su paso; las ruedas son de mayor diámetro que las habituales para aumentar su vida útil. Lleva pintura más gruesa y "elástica" desarrollada por Talgo, cuyo equipo también ha ideado una lámina de poliuretano especial para proteger el vidrio curvo de la cabina. Paralelamente, Adif comprobó el hermetismo de las cabinas y de los equipos de propulsión en un túnel de viento, además hay una sobrepresión interior para evitar la entrada de polvo.

El tren VIP dual (híbrido) corporativo para la Familia Real costó 35,8 millones de euros, y tiene capacidad para 20 invitados y su séquito: un máximo de entre 50 y 60 pasajeros. Además cuenta con un remolque privado para el monarca, salón de audiencias, dormitorios privados, sala de rezos, un restaurante de lujo y dos remolques para el servicio, todo ello con un diseño interior parecido al de los yates de lujo. Se iba a empezar a construir en febrero de 2015 para poder ser entregado a mediados de 2016, pero su construcción comenzó a finales del 2016.

La aerodinámica de las unidades motrices es diferente a las de la serie 102 y 112, usando el diseño exterior de la cabina del AVRIL G3.

## Distribución interior
Según el presidente de Patentes Talgo en 2013, los trenes tienen un total de 417 plazas con la siguiente distribución: 1 coche extremo Turista de 38 plazas, 7 coches Turista de 38 plazas, 1 coche Cafetería de 20 plazas, 1 coche Business con WC accesible de 20 plazas, 2 coches Business de 26 plazas y 1 coche extremo Business de 28 plazas. Sin embargo, la suma no tiene como resultado 417 plazas, sino 304 plazas en Turista, 100 en Business y 20 en la Cafetería, suponiendo que estas últimas estén a la venta. En el número de noviembre de 2013 de la revista Vía Libre se indicaba que los trenes tendrían un total de 417 plazas, de los cuales el 73% (304 plazas, asientos 2+2) correspondería a plazas de clase Económica (Hospitality) y el 27% restante a la de Negocios (First class) (113 plazas, asientos 2+1). Los coches están separados por sexos.

## Historia
El 12 de diciembre de 2014 la primera unidad es embarcada en el puerto de Barcelona para trasladarla hacia el puerto de Yeda, donde llegó el día 23 del mismo mes.
En mayo se esperaba mandar el segundo y a partir de septiembre Talgo enviaría trenes cada tres meses.
El 26 de mayo de 2015 los ministros de transporte anunciaron que las pruebas del material rodante comenzarían en junio, se realizaron a un máximo de 300 km/h y servieron para comprobar el comportamiento del tren ante las tormentas de arena y las altas temperaturas.
El primer tren comenzó las pruebas en la zona de Rabigh-KAEC el 14 de julio de 2015, alcanzando los 100 km/h, en presencia del ministro de transportes, durante las pruebas del 28 y 29 del mismo mes y, poco después, los 300 km/h sin apreciarse problemas derivados de la arena o de las altísimas temperaturas; el periodo de pruebas tuvo una duración en torno a tres meses.
El 5 de mayo de 2015 se trasladó desde Rivabellosa (Álava) hasta Las Matas (Madrid) el segundo tren para acoplar las tractoras y enviarlo a finales de verano.
El 30 de julio de 2015 se trasladó la tercera composición con idéntica procedencia y destino.
El 6 de febrero de 2016 llegó al puerto de Yeda el tercer tren.
En febrero de 2016 había tres trenes realizando pruebas en la vía 1 entre Medina y Rabigh-KAEC.
El 30 de marzo de 2016 llegó a Arabia Saudita el cuarto tren.
El quinto tren llegó a Yeda el 21 de abril de 2016.
En mayo de 2016 había ocho trenes fabricados, cinco de los cuales se encontraban entonces en Arabia Saudita. En julio del mismo año había diez trenes fabricados, nueve de los cuales ya se encontraban en Arabia Saudita.
En junio de 2017 alcanzó en pruebas una velocidad de 330 km/h, un 10% superior a su velocidad comercial máxima de 300 km/h

## Formación de los maquinistas
El 3 de octubre de 2013 se realizó la apertura institucional del primer curso de formación de aspirantes a maquinista en Yeda, que impartió la Escuela Técnica Profesional de Conducción y Operaciones de Renfe (ETPCO). Tras un primer curso de carácter teórico, los aspirantes saudíes a maquinista realizaron las pruebas de acceso a las prácticas, a finales de febrero de 2014, para poder completar su formación en España. Entre el 3 de marzo y el 27 de junio realizaron 605 horas de formación, en las que asimilaron conceptos sobre prevención de riesgos laborales y efectuaron visitas técnicas a centros de Renfe para ampliar su conocimiento sobre la explotación ferroviaria. Recibieron formación en los simuladores de conducción, realizando maniobras con locomotoras y conduciendo trenes de alta velocidad entre Madrid y Barcelona y Madrid-Valencia, siempre acompañados por formadores de la ETPCO; esta parte fue la más importante, con 450 horas. Entre agosto y noviembre estuvieron en Yeda, donde profundizaron en el vehículo que realizaría el servicio, en la infraestructura y en la normativa específica sobre esa línea.
El proyecto precisaba de unos 160 maquinistas para su puesta en servicio. A su vez, el proyecto, condicionado por las leyes del propio país, requería que un alto porcentaje de los trabajadores tuvieran nacionalidad saudí. Por este motivo, para la formación de los maquinistas, Renfe diseñó un plan de formación específico para el período 2013 a 2017, en el que se impartieron ocho cursos preparatorios con una carga lectiva y contenidos similares a los impartidos para la obtención del título de conducción de vehículos ferroviarios de categoría B, aunque adaptados a las características de la infraestructura y el material motor que prestaría servicio en el Haramain HSR.